# Euclides da Cunha Paulista
Euclides da Cunha Paulista är en kommun i Brasilien.   Den ligger i delstaten São Paulo, i den södra delen av landet, 900 km sydväst om huvudstaden Brasília. Antalet invånare är 9 585.
Trakten runt Euclides da Cunha Paulista består i huvudsak av gräsmarker. Runt Euclides da Cunha Paulista är det glesbefolkat, med 20 invånare per kvadratkilometer.